# 纳德维尔纳区
纳德维尔纳区（烏克蘭語：Надвірнянський район）是乌克兰伊万诺-弗兰科夫斯克州中央偏南的一个区，與外喀爾巴阡州分隔於喀爾巴阡山脈兩側，行政中心设于纳德维尔纳，面积为1,870平方公里，人口数量为129,939人（2021年估计）。

## 历史
至2020年為止纳德维尔纳区的面积为1,294平方公里，人口114,625。
2020年7月18日乌克兰實行行政区重劃，伊萬諾-弗蘭科夫斯克州14個區與6個市整併為6個區，纳德维尔纳区的面积稍微增加。

## 行政区划
纳德维尔纳区下分为8个市镇，以下依市鎮人口由多到少排列：

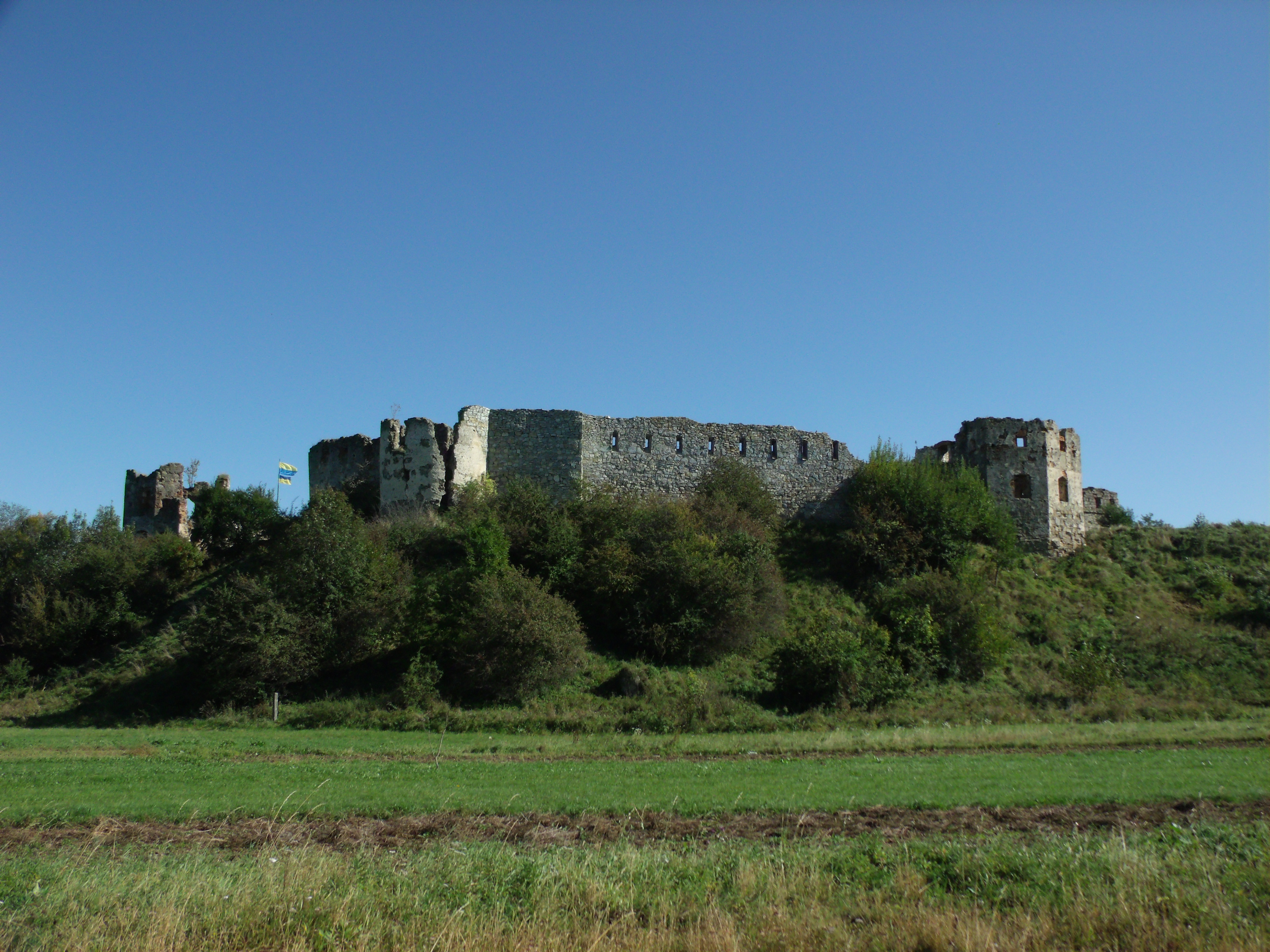
納德維爾納市鎮（烏克蘭語：Надвірнянська міська громада）
- 傑利亞京市鎮（烏克蘭語：Делятинська селищна громада）
- 帕西奇納市鎮（烏克蘭語：Пасічнянська сільська громада）
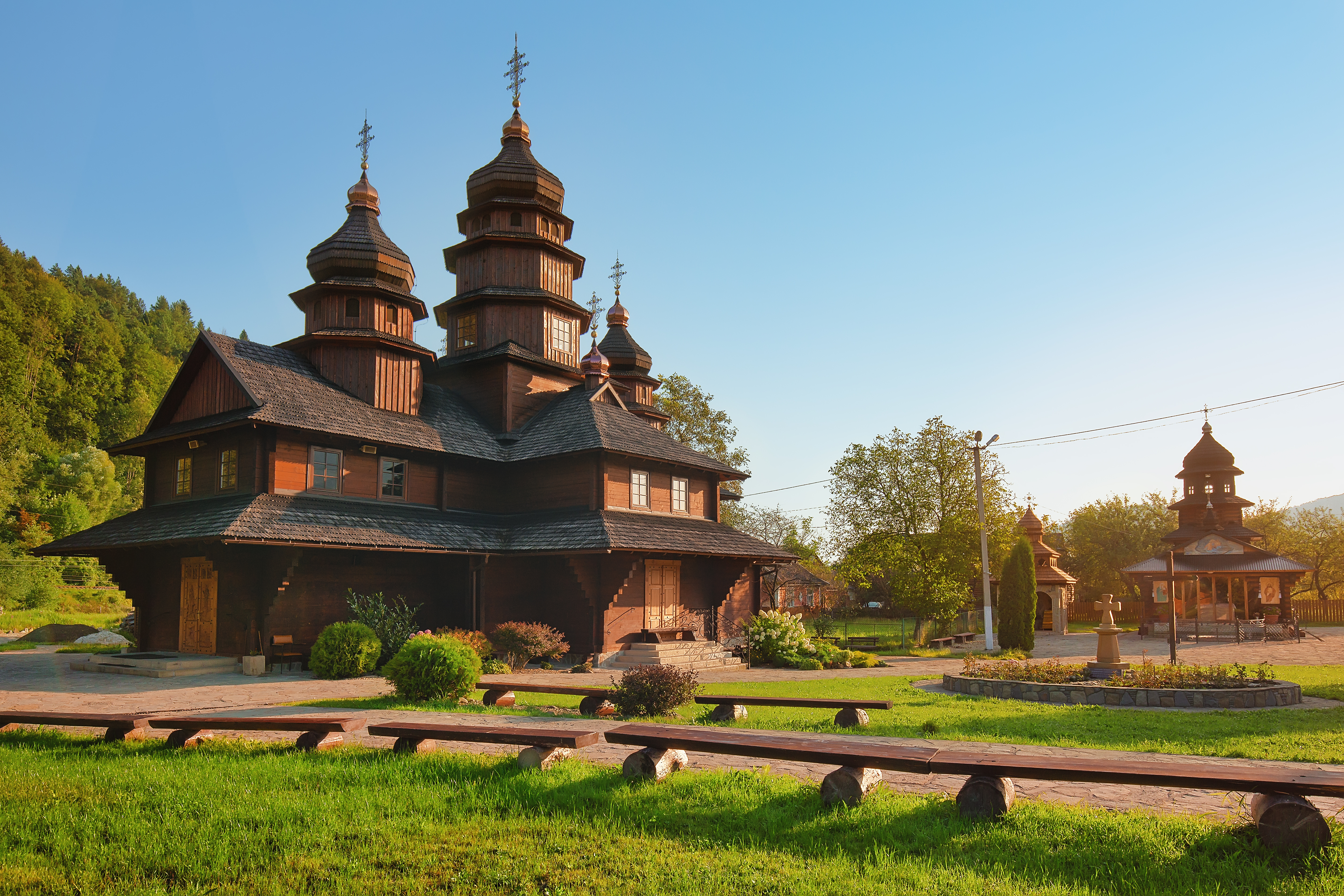
亞雷姆切市鎮（烏克蘭語：Яремчанська міська громада）
- 蘭欽市鎮（烏克蘭語：Ланчинська селищна громада）
- 佩雷里斯利市鎮（烏克蘭語：Переріслянська сільська громада）
- 沃羅赫塔市鎮（烏克蘭語：Ворохтянська селищна громада）
- 波利亞尼察市鎮（烏克蘭語：Поляницька сільська громада）

- 納德維爾納
- 亞雷姆切